# ببر (فیلم ۲۰۱۸)
ببر (به انگلیسی: Tiger) یک فیلم ورزشی و درام آمریکایی محصول سال ۲۰۱۸ به کارگردانی آلیستر گریرسون و تهیه‌کنندگی دانیل گرودنیک است که بر اساس داستان واقعی قهرمان سابق بوکس پاردیپ سینگ ناگرا الهام گرفته شده‌است. سینگ ناگرا که آرزوی آن را داشت که یک بوکسور باشد فقط به دلیل امتناع از تراشیدن ریش خود از تبدیل شدن به یک بوکسور جلوگیری کردند. در این فیلم میکی رورک، جنا پریش، پرم سینگ و مایکل پولیس در نقش‌های اصلی بازی می‌کنند.

## داستان
این اثر در رابطه با یک ورزشکار هندی است که هیئت بوکس بخاطر ظاهرش او را از مسابقات محروم می‌کند و همین موضوع سبب می‌شود تا تهدیدات زیادی برای او بوجود بیاید. اما او مهم مانند هر مرد نیرومند دیگری مقابله به مثل می‌کند و…

## تولید
فیلمبرداری اصلی در سینسیناتی، اوهایو در نوامبر ۲۰۱۵ آغاز شد. بنا بر گزارش‌ها، ساخت این فیلم باعث بسته شدن جاده‌های زیادی در منطقه همیلتون، اوهایو شد. فیلمبرداری نیز در دانشگاه میامی همیلتون انجام شد. تصویربرداری اصلی در دسامبر ۲۰۱۵ به پایان رسید.

## انتشار
این فیلم که اولین نمایش جهانی خود را در جشنواره بین‌المللی فیلم سن دیگو در ۱۳ اکتبر ۲۰۱۸ انجام داد و برنده بهترین فیلم بلند شد. این فیلم در ایالات متحده و کانادا در ۳۰ نوامبر ۲۰۱۸ منتشر شد.